# Moby Fantasy
Il Moby Fantasy era un traghetto appartenuto alla compagnia di navigazione italiana Moby Lines dal 1992 al 2013.

## Caratteristiche
La nave, lunga circa 140 metri e larga circa 22,5, disponeva di 210 cabine, poltrone, bar, ristorante, self-service, area bambini e piscina scoperta.

## Servizio
Costruita nel 1975 nei cantieri Union Naval de Levante S.A., in Spagna, per la società marittima spagnola Trasmediterránea con il nome di Manuel Soto, la nave veniva impiegata per i collegamenti tra Spagna continentale e le Isole Canarie. Acquistato nel 1992 dalla società marittima Nav. Ar. Ma. S.p.A. (ragione sociale poi mutata in Moby Lines), il traghetto venne utilizzato prima sulla rotte da e per la Corsica poi su quelle per la Sardegna. Il traghetto è stato oggetto di restyling interno e di alcune modifiche esterne tra il 2007 e il 2008, in occasione dei lavori di recupero dopo l'incidente avvenuto nel 2006 nel golfo di Olbia: vennero completamente riammodernate le cabine e gli arredamenti interni, allineando la non più giovane nave agli stessi standard delle altre unità della flotta.
Nel 2011 la Moby Fantasy non rientrò regolarmente in linea, rimanendo in disarmo nel porto di Genova e venendo utilizzata, nel mese di luglio, per il trasporto di immigrati clandestini da Lampedusa a diversi porti italiani. In seguito alla vendita della Moby Freedom la nave rientrò in servizio nell'estate seguente, svolgendo collegamenti tra Genova e Bastia. Nel 2013 la nave non entrò in servizio, rimanendo in disarmo a Genova e poi a La Valletta. Venduta per la demolizione a ottobre, arrivò ad Aliağa a dicembre.

## Incidenti

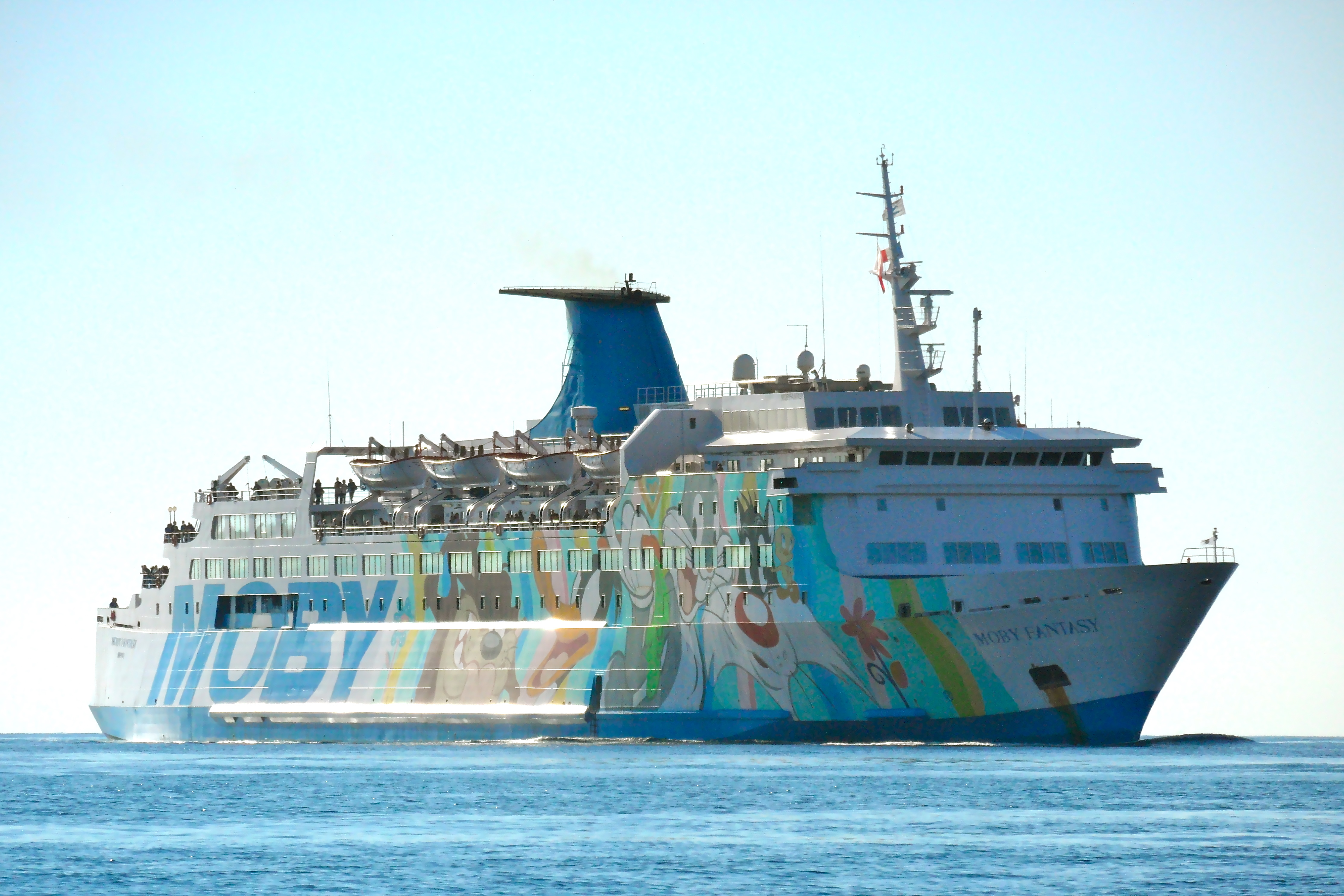
Moby Fantasy in navigazione nel 2012.

Il 21 giugno 2006 il Moby Fantasy fu protagonista di una collisione all'interno del golfo di Olbia con la nave traghetto Nuraghes della Tirrenia. La Moby Fantasy, uscendo dal porto di Olbia diretta a Civitavecchia, urtò con la prua sulla fiancata di dritta del Nuraghes, squarciandola. L'incidente non provocò feriti gravi, ma la Moby Fantasy riportò gravi danni alla prua.

## Navi gemelle
- Moby Magic (già J. J. Sister, demolita nel 2005)